# 刘溶
刘溶（？—1356年），元朝官员。
刘溶是北方中原人，在元朝末年担任武进（今江苏省常州市武进区）县尹。至正十六年（1356年），反元起义军首领张士诚攻陷常州，官军溃散。刘溶率民兵在葛桥南力战，战败阵亡。